# Liste öffentlicher Bücherschränke im Saarland
Dieser Artikel enthält öffentliche Bücherschränke im Saarland und erhebt keinen Anspruch auf Vollständigkeit. Ein öffentlicher Bücherschrank ist ein Schrank oder schrankähnlicher Aufbewahrungsort mit Büchern, der dazu dient, Bücher kostenlos, anonym und ohne jegliche Formalitäten zum Tausch oder zur Mitnahme anzubieten. In der Regel sind die öffentlichen Bücherschränke an allen Tagen im Jahr frei zugänglich. Ist dies nicht der Fall, ist dies in den Listen in der Spalte Anmerkungen vermerkt.

## Liste
Derzeit sind im Saarland 47 öffentliche Bücherschränke erfasst (Stand: 5. Juni 2025):

| Bild | Ausführung                                | Ort                   | Seit          | Anmerkung | Lage                                                                                 |
| ---- | ----------------------------------------- | --------------------- | ------------- | --- | ------------------------------------------------------------------------------------ |
|      | Schrank/Kühlschrank                       | Bachem                | 2024          | Initiiert vom Jugendrotkreuz in Kooperation mit dem Ortsrat und einigen ehrenamtlichen Helferinnen und Helfern | Am Friedhof neben der Kirche: Gartenstraße 4                                         |
|      | Telefonzelle                              | Beckingen             |               | initiiert vom Ortsrat in Kooperation mit der KÖB Beckingen und der Gemeinde Beckingen. Öffnungszeiten: Montag–Samstag von 8–20 Uhr | ⊙ Parkstraße 3                                                                       |
|      | Schrank                                   | Blieskastel           | 2016          | | ⊙ Haus des Bürgers, Luitpoldplatz 5                                                  |
|      | Schrank                                   | Bübingen              |               | Verschenkeschrank, nicht nur für Bücher, jederzeit zugänglich | ⊙ Ecke Sandweg/Gartenstraße, Bübingen                                                |
|      | Schrank                                   | Bübingen              |               | Verschenkeschrank 2, nicht nur für Bücher, jederzeit zugänglich | ⊙ Saargemünder Straße, Bübingen                                                      |
|      | Telefonzelle                              | Dirmingen             |               | Bücherschrank im Naherholungsgebiet Dirmingen | Lage Naherholungsgebiet Finkenrech                                                   |
|      | Spind                                     | Einöd                 |               | Apostelkirche – Prot. Kirchengemeinde Einöd jederzeit zugänglich | ⊙ Hauptstraße 52                                                                     |
|      | Regal                                     | Emmersweiler          |               | Offenes Bücherregal Warndt, jederzeit zugänglich | ⊙ Lothringer Str. 6                                                                  |
|      | Telefonzelle für Menschen mit Behinderung | Ensdorf               | 2019          | Medienzelle, errichtet vom AWO Ortsverein mit Unterstützung der Gemeinde Ensdorf und der Aktion Mensch. Als Inhalt auch andere Medien möglich (CDs, DVDs, VHS-Kassetten, Hörbücher). Die Medienzelle ist rund um die Uhr geöffnet, daneben befindet sich eine passende Sitzbank zum Schmökern. | ⊙ Marktplatz Ensdorf/Saar                                                            |
|      | Bücherbaum                                | Heusweiler-Wahlschied |               | jederzeit zugänglich | ⊙ Friedhofstraße, am Dorfplatz                                                       |
|      | Bücherhäuschen                            | Eppelborn-Habach      |               | jederzeit zugänglich | ⊙ Großwaldstraße, neben dem Bürgerhaus                                               |
|      | Bücherbaum                                | Freisen               | 2016          | zerstört |                                                                                      |
|      | Telefonzelle                              | Furschweiler          | 27. Apr. 2025 | initiiert vom Kirchbauverein und dem Kirchengemeinderat St. Anna Furschweiler, jederzeit zugänglich | ⊙ neben der katholischen Pfarrkirche St. Anna in der Freisener Straße                |
|      | Schrank                                   | Gresaubach            | 2022          | Historischer Verein Gresaubach – zu den Öffnungszeiten der KSK zugänglich | ⊙ im Gebäude der Kreissparkasse, Lebacher Straße 2                                   |
|      | Schrank                                   | Gronig                | 2017          | | ⊙ Dorfgemeinschaftshaus                                                              |
|      | ehem. Telefonzelle                        | Haustadt              | 10. Apr. 2024 | Aufstellung durch den Ortsrat, jederzeit zugänglich | ⊙ Oppener Ecken, gegenüber Sparkasse                                                 |
|      | Bücherbaum                                | Hirstein              | 2021          | jederzeit zugänglich | ⊙Feuerwehrhaus                                                                       |
|      | Schrank                                   | Homburg               | 2013          | Öffnungszeiten der Kreisverwaltung | ⊙ Kreisverwaltung Saarpfalz-Kreis, Am Forum 1                                        |
|      | Schrank                                   | Homburg               | 2015          | | ⊙ Bushaltestelle Christian-Weber-Platz, Talstraße 23                                 |
|      | Schrank                                   | Illingen              | 2012          | jederzeit zugänglich | ⊙ Arbeiter-Samariter-Bund, Poststraße 7                                              |
|      | Schrank                                   | Leitersweiler         |               | jederzeit zugänglich | ⊙ vor der Kirche St. Petrus zu Leitersweiler, Oberdorfstraß 1                        |
|      | Bücherhäuschen                            | Merchweiler           | 2021          | durchgehend geöffnet | ⊙ Allenfeldstraße 3, auf dem Parkplatz der Bergapotheke                              |
|      | Schrank                                   | Neunkirchen           |               | Öffnungszeiten des Zoos Neunkirchen | ⊙ im Zoo Neunkirchen, in der Nähe der Zoo-Schule                                     |
|      | Telefonzelle                              | Neunkirchen           | Apr. 2021     | initiiert und betreut von der Bürgerinitiative Stadtmitte | ⊙ Neuer Markt                                                                        |
|      | Regal                                     | Perl                  | 2013          | Öffnungszeiten wie Rathaus | ⊙ im Perler Rathaus, Trierer Straße 28                                               |
|      | Schrank                                   | Rubenheim             | 2018          | Schrank in alter Bushaltestelle; Richtung Rubenheimer Weiher mit Sitzmöglichkeit | ⊙ Wittersheimerstraße                                                                |
|      | Regal                                     | Saarbrücken           | 2011          | Öffnungszeiten des Theaters | ⊙ im Theater im Viertel, Landwehrplatz 2                                             |
|      | Regal                                     | Saarbrücken           | 2011          | Öffnungszeiten des AStA | ⊙ im AStA, Universität, Gebäude A5.2                                                 |
|      | Regal                                     | Saarbrücken           | 2011          | Öffnungszeiten des Cafés | ⊙ im Café der KHG, Universität, Gebäude A3.1                                         |
|      | Regal                                     | Saarbrücken           | 2013          | Öffnungszeiten des Cafés | ⊙ im Kulturcafé, Burbacher Straße 20                                                 |
|      | Telefonzelle                              | Saarbrücken           | 2015          | Der Bücherschrank sollte Anfang 2016 entfernt werden. Durch einen Kauf durch die Aufbaugesellschaft Saarbrücker Schloss, einer Tochter des Regionalverbands, konnte die Telefonzelle gerettet werden.                                                                                          | ⊙ Schlossplatz, Am Schlossberg 3                                                     |
|      | Regal                                     | Saarbrücken           |               | Öffnungszeiten des Cafés | ⊙ im Café Kostbar, Nauwieserstraße 19                                                |
|      | Schrank                                   | Saarbrücken           | 2016          | Öffnungszeiten der Bibliothek (SULB) | ⊙ SULB, Universität, Gebäude B1.1                                                    |
|      | Stromkasten                               | Saarbrücken           | 2018          | | ⊙ Heinrich-Böcking-Straße 16                                                         |
|      | Schrank                                   | Saarbrücken           | 2017          | Öffnungszeiten des Cafés | ⊙ im Café Exodus, Johannisstraße 9                                                   |
|      | Regale                                    | Saarbrücken           | 2018          | tägl. 14:30–22:00 Uhr; Eingang über Terrasse oder Theater Alte Feuerwache. | Weinbistro Hauck Landwehrplatz 1, 66111 Saarbrücken                                  |
|      | Bücherschrank                             | Saarbrücken           |               | jederzeit zugänglich | ⊙ Lerchesflurweg 69                                                                  |
|      | Bücherschrank                             | Saarbrücken           | 2022          | [ 14 ] | ⊙ Am Homburg                                                                         |
|      | Bücherschrank                             | Saarbrücken-Dudweiler | 18. Feb. 2021 | im Bürgerhaus, zugänglich zu dessen Öffnungszeiten; initiiert von der Fraktion „Die Linke“ im Bezirksrat | Bürgerhaus Am Markt 115, im 1. Obergeschoss des Bürgerhauses                         |
|      | Telefonzelle                              | Saarbrücken-Scheidt   | 2014          | | ⊙ vor dem Alten Forsthaus Scheidt, Im Flürchen 62a                                   |
|      | Regal                                     | Saarwellingen         | 2015          | Öffnungszeiten des Amtes für Jugend, Senioren und Soziales (Schwerpunkt Kinder- und Jugendliteratur, es gibt auch einige Spiele) | ⊙ Engelstraße 12, neben dem Haus der Jugend                                          |
|      | Bücherhäuschen                            | Saarwellingen         | 10. März 2022 | jederzeit zugänglich | ⊙ Viktoriastraße 22, neben dem Seniorenzentrum Seniorenpflegeheim Schulze-Kathrinhof |
|      | Telefonzelle                              | Schiffweiler          |               | jederzeit zugänglich | ⊙ Dorfplatz Schiffweiler                                                             |
|      | Bücherregal                               | St. Ingbert           | 2022          | Öffnungszeit der Videothek | ⊙ Videothek Tape-o-Mania, Rickertstraße 10a                                          |
|      | Bücher-Baum                               | St. Wendel            | 2018          | jederzeit frei zugänglich | ⊙ Wendelinushof                                                                      |
|      | Bücherschränkchen                         | Völklingen-Lauterbach | 2021          | jederzeit zugänglich | ⊙ Grundschule, Fröbelstr. 14                                                         |
|      | Telefonzelle                              | Wadern                | 2015          | Aufgestellt von der Stadtbibliothek Wadern | ⊙ Marktplatz, Ecke Oberstraße vor dem Rathaus                                        |